# Йота Большого Пса
Йота Большого Пса (лат. ι Canis Majoris), 20 Большого Пса (лат. 20 Canis Majoris), HD 51309 — одиночная переменная звезда в созвездии Большого Пса на расстоянии (вычисленном из значения параллакса) приблизительно 1425 световых лет (около 437 парсеков) от Солнца. Видимая звёздная величина звезды — от +4,4m до +4,36m. Возраст звезды оценивается как около 14,8 млн лет.

## Характеристики
Йота Большого Пса — бело-голубая пульсирующая переменная звезда типа Беты Цефея (BCEP:) спектрального класса B3II-III, или B3Ib, или B3V. Масса — около 12,5 солнечных, радиус — около 25,9 солнечных, светимость — около 47000 солнечных. Эффективная температура — около 17000 К.